# Salbia
Salbia é um gênero de mariposa pertencente à família Crambidae.